# Groeve Habets

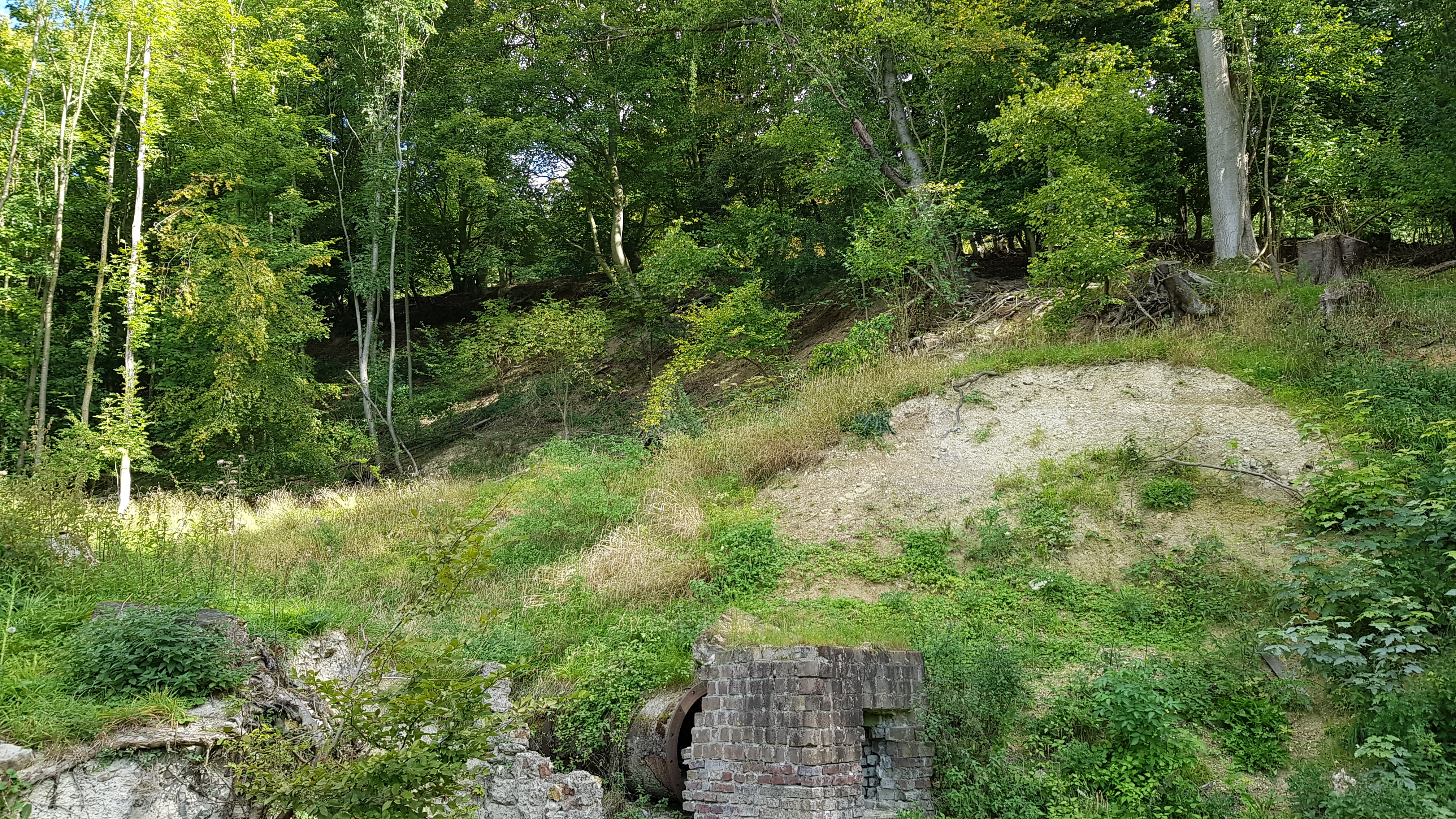
Groeve Habets

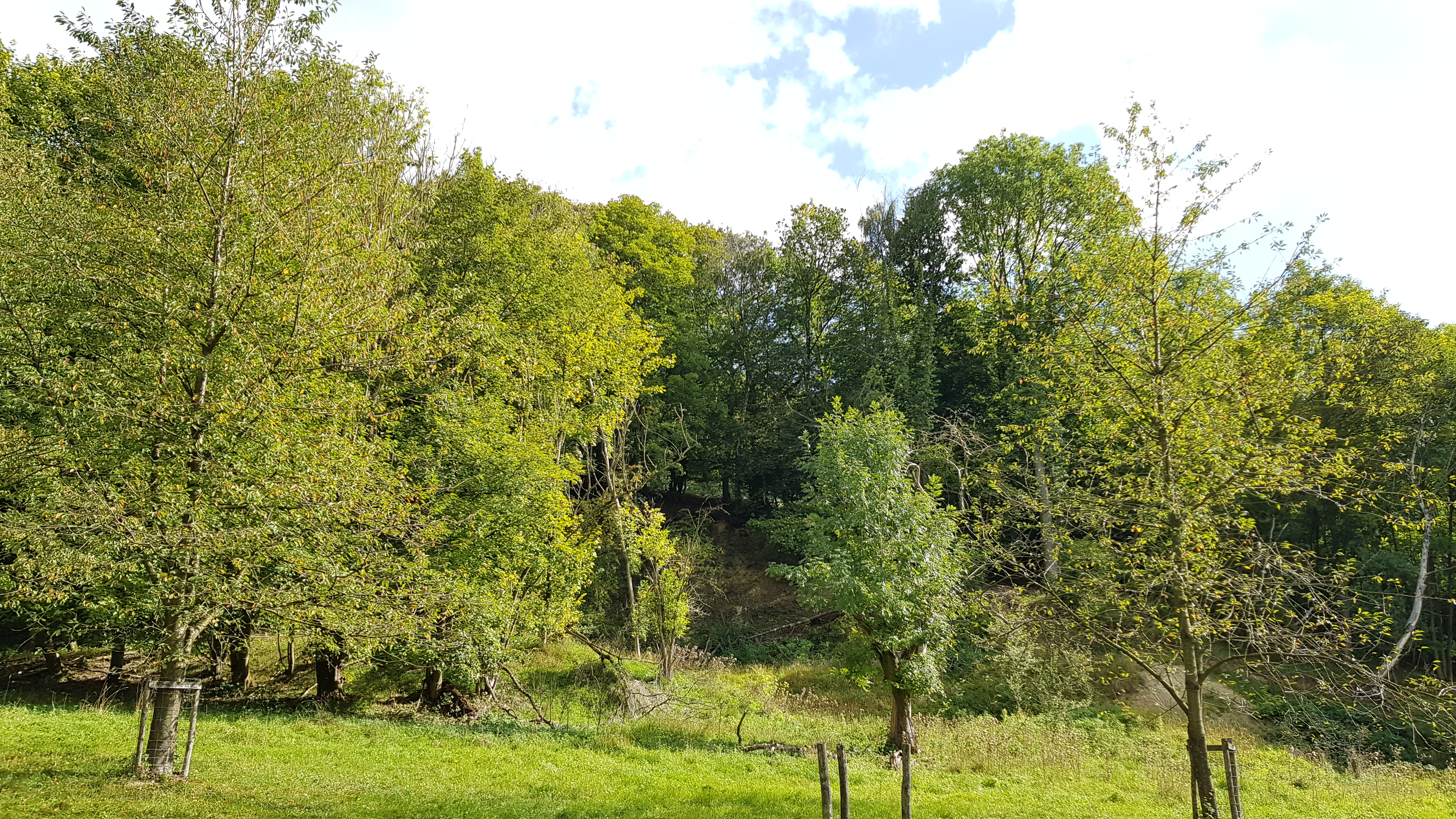
Groeve Habets

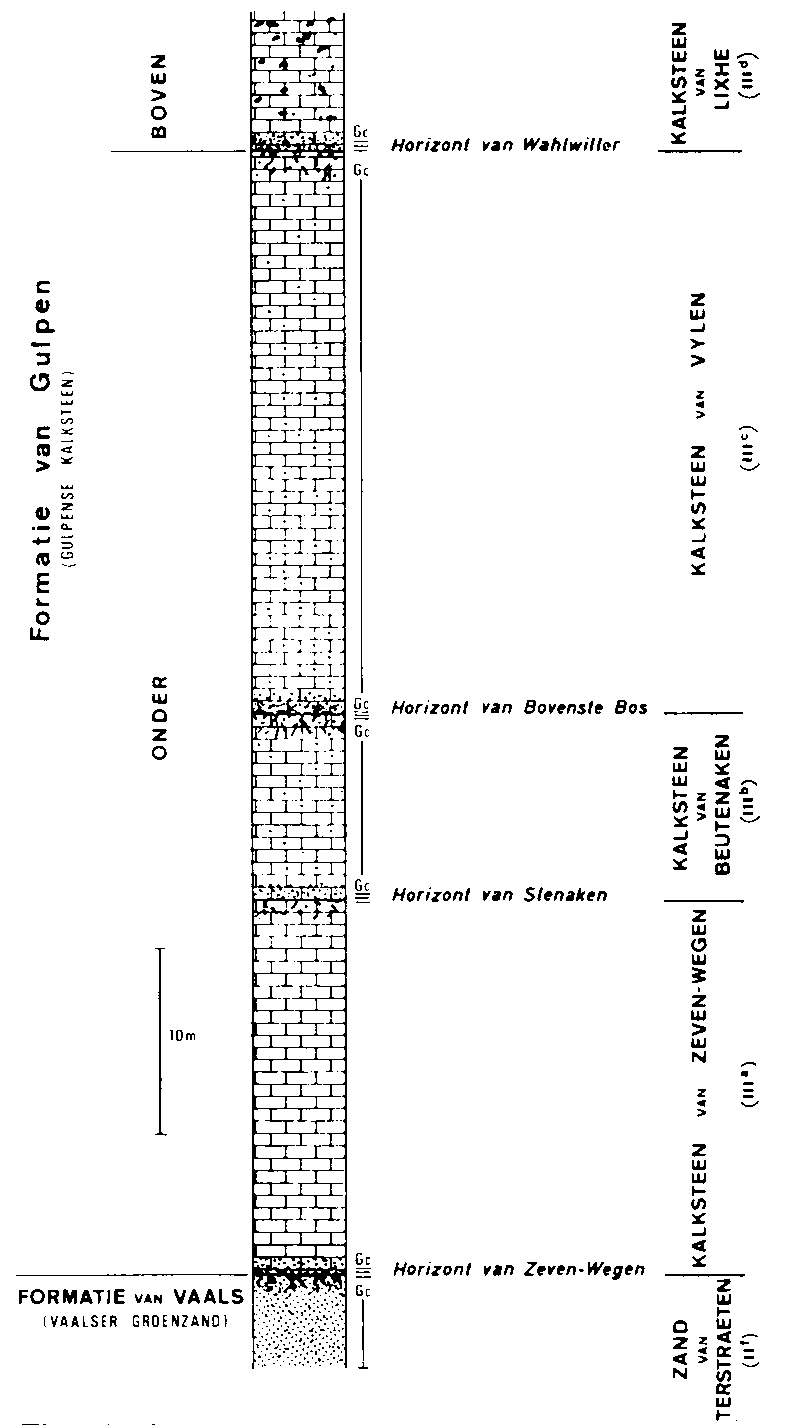
Samengesteld lithologisch profiel van de Kalksteen van Zeven Wegen, -Beutenaken en -Vijlen in de omgeving van Slenaken

De Groeve Habets is een Limburgse mergelgroeve in Nederlands Zuid-Limburg in de gemeente Gulpen-Wittem. De voormalige dagbouwgroeve ligt ten oosten van Beutenaken in de oostelijke dalwand van het Gulpdal. Ze ligt hier in de westelijke helling van het Plateau van Crapoel aan de noordwestkant van het Groote Bosch.

## Geologie
De groeve werd aangelegd in de kalksteenlagen van de Formatie van Gulpen, te weten van boven naar onder:
- Kalksteen van Vijlen - zachte glauconiethoudende kalksteen
  - Horizont van Bovenste Bosch
- Kalksteen van Beutenaken - zachte glauconiethoudende kalksteen
  - Horizont van Slenaken
- Kalksteen van Zeven Wegen - schrijfkrijt

In de basis van de Kalksteen van Vijlen bevindt zich een glauconietlaag met in de basis hiervan een grote hoeveelheid belemnieten, waardoor deze groeve aangeduid is als belemnietenkerkhof.
De groeve is de typelocatie van de Kalksteen van Beutenaken en de Horizont van Slenaken.